# 香久山神社
香久山神社（かぐやまじんじゃ）は、 福島県郡山市小原田にある神社である。

## 祭神
- 大綿津見命
- 誉田別命

## 由緒
本神社は平氏の棟梁たる平清盛公が自らの主導により摂津国福原へ新京を移した際に、孝霊天皇第三皇子吉備津彦命に連枝する者を現在の香久山方面に遣わし、その地に建立したと伝わる。
また本神社は天正16年（1588年）に勃発した郡山合戦では佐竹義重公が本陣を敷いた「小原田館」が存在したとも謂れ、社殿背後には土塁などが現存している。

## 現地情報
所在地
- 福島県郡山市小原田4丁目3の15

交通アクセス
- 東日本旅客鉄道 東北本線郡山駅から徒歩28分